# Carretera Central
La Carretera Central de Cuba és la principal via de transport de l'illa. Va ser construïda entre 1927 i 1931 sota el govern del president Gerardo Machado. Amb una longitud total de 1.139 km, la carretera està dividida en dues branques a partir de l'Havana: una cap a orient i una altra a occident. El quilòmetre 0 es troba al Capitoli de l'Havana. Quan es va construir, enllaçava les sis capitals provincials: Pinar del Río, l'Havana, Matanzas, Santa Clara, Camagüey i Santiago de Cuba. Actualment enllaça catorze de les quinze províncies del país, amb la sola excepció de Cienfuegos, i travessa 173 municipis dels 208 de l'illa. Es consideren també part de Carretera Central (codi N-1) les seves prolongacions cap a occident (des de Pinar del Río a La Fe) i cap a orient: Santiago de Cuba - Guantánamo - Baracoa. Aquesta última conclosa als anys 1960, aconseguint així una longitud total de 1.435 km. D'aquesta manera, la carretera abasta pràcticament des d'un extrem a l'altre de l'illa, longitudinalment. La via es considera com una de les set meravelles de l'enginyeria civil de Cuba.

## Característiques

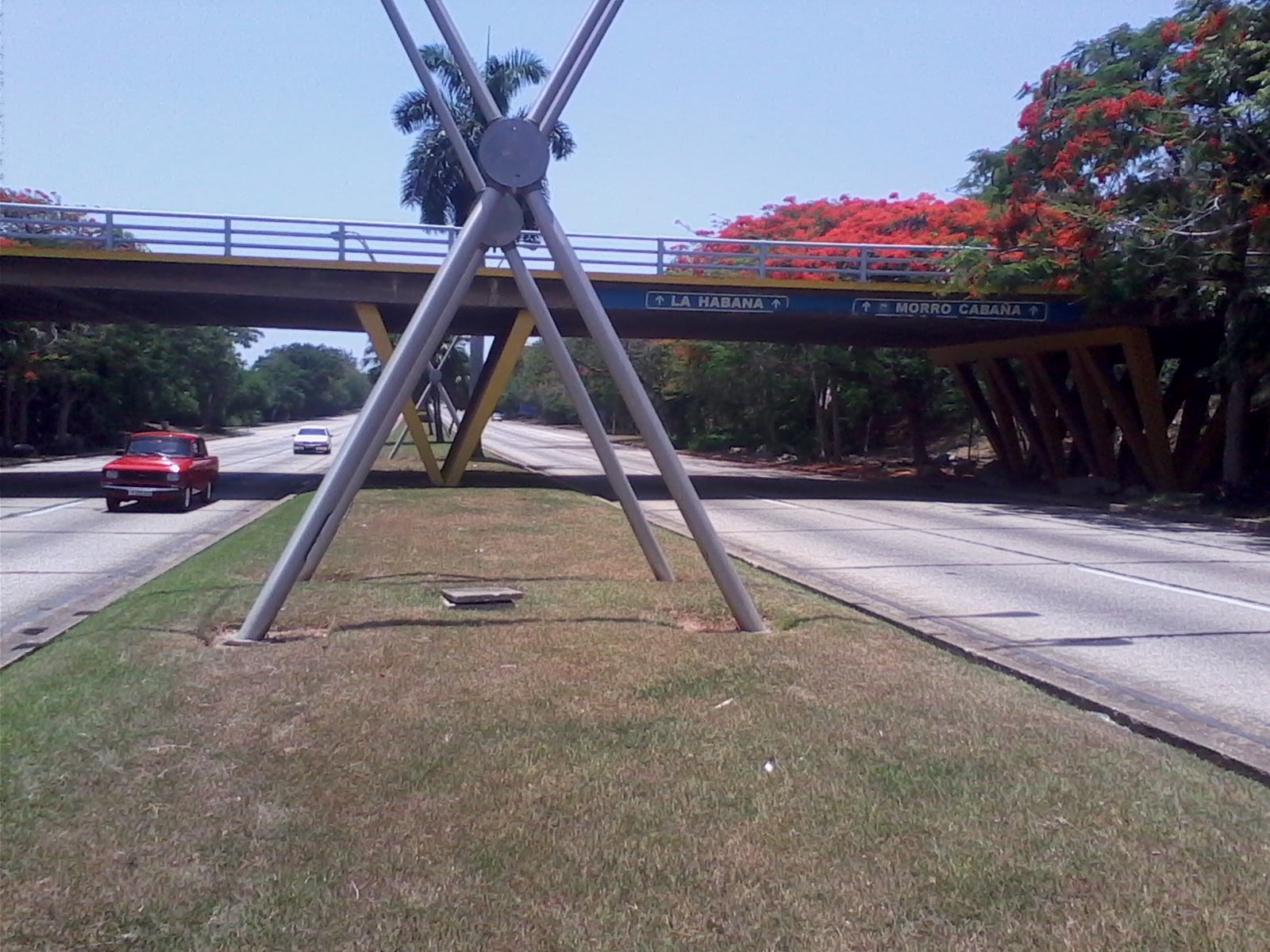
Carretera Central en direcció l'Havana

És una via de dos carrils. La secció transversal de la via té una amplada de 6,30 metres en les zones rurals i de 8,09 metres dins dels pobles i ciutats (a l'Havana i diverses capitals provincials té una amplada major amb 4 carrils als seus accessos o al trajecte urbà). És pavimentat amb una llosa de formigó de 15 cm de gruix al centre i 22 cm a les vores, coberta de formigó asfàltic. Es van utilitzar llambordes als primers metres de les vies que creua. El pendent més gran es va fixar en 5%. Les obres de fàbrica van ser calculades per suportar 20 tones de pes i la visibilitat mínima als revolts és de 110 metres. El vial compta amb solucions a desnivell per a la gran majoria dels passos ferroviaris. El seu pas incorpora 536 ponts: 486 de formigó armat, 15 d'acer i 35 d'altres tipus. Es van plantar trenta mil arbres a banda i banda de la via, els quals ofereixen ombra i confort.

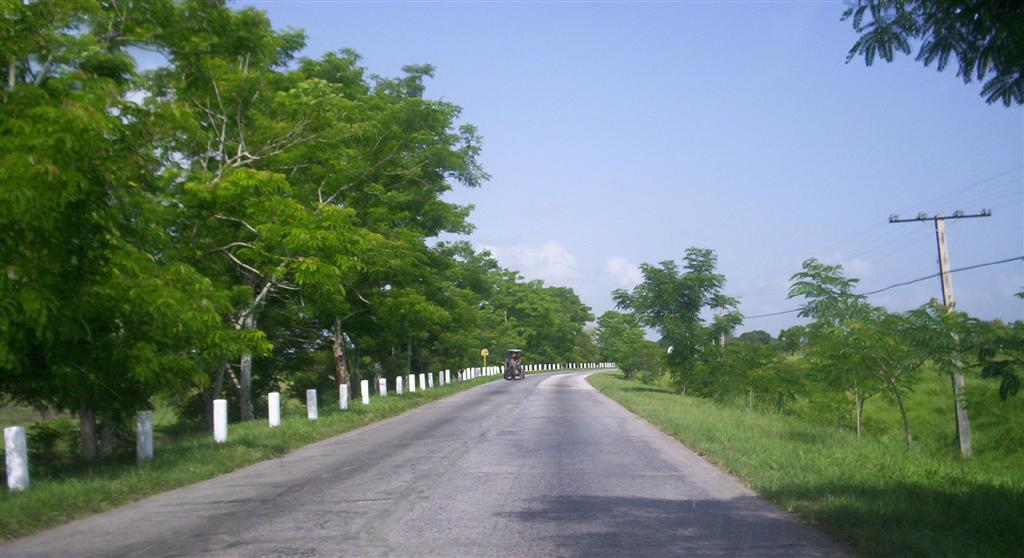
Carretera Central a la província de Villa Clara

La influència de la construcció de la Carretera Central va ser tan notable que només es pot comparar amb la construcció del ferrocarril central el 1902. Va impulsar el comerç i l'explotació agrícola d'àrees poc poblades sobretot a Camagüey i Oriente i va estimular el creixement de les poblacions que travessa: les 48 poblacions més importants situades a la vora van incrementar el nombre d'habitants el 26,6% entre 1931 i 1943, mentre que els 78 pobles més importants fora d'aquesta via, ho van fer el 15,3% en el mateix període. El cas més conegut és el de la ciutat de Santa Clara que va sobrepassar Cienfuegos i es va convertir en la quarta ciutat del país. La Carretera Central es considera el principal eix de poblament de Cuba: el 1970 en una franja de cinc quilòmetres a cada costat de la via es concentrava el 45% de la població cubana amb una densitat de 350 hab/km².
D'altra banda, la construcció de la Carretera Central va significar l'inici del declivi del transport ferroviari a Cuba. El temps necessari per viatjar des de l'Havana a Santiago de Cuba es va reduir d'una mica més de 24 hores per ferrocarril a 16 hores per carretera, i a partir del 1931 no es van emprendre més projectes ferroviaris d'envergadura a Cuba. En general pel seu gran impacte a la vida del país, diversos autors la consideren l'obra del segle xx a Cuba.